# Zaolzie

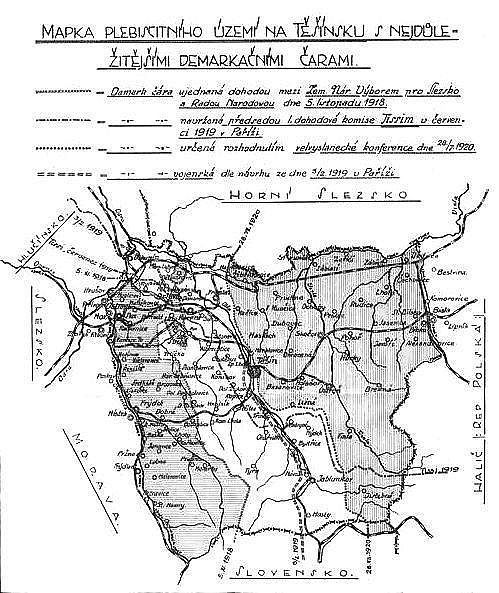
Mapa de la Silesia de Cieszyn donde se delimita la región de Zaolzie.

Zaolzie [zaˈɔlʑɛ] es el nombre en polaco de un área que se encuentra actualmente en la República Checa, pero que estuvo disputada entre la Segunda República de Polonia y Checoslovaquia durante el periodo de entreguerras. El nombre significa "la tierra más allá del río Olza". Los términos equivalentes en otros idiomas son Zaolší en checo y Olsa-Gebiet en alemán.
La región de Zaolzie fue creada en 1920, cuando la zona más oriental de Silesia se dividió entre Checoslovaquia y Polonia. La división no satisfizo a ambos lados, y llevó a su anexión por parte de Polonia en octubre de 1938, seguida de los Acuerdos de Múnich. Después de la Campaña en Polonia y la ocupación de Polonia en 1939, el área se convirtió en parte de la Alemania nazi hasta 1945; después de la guerra se restauraron las fronteras anteriores a 1920.
Históricamente, la zona estaba habitada en su mayoría por polacos, aunque bajo el dominio austríaco, la región fue dividida en cuatro distritos; uno de ellos, Frýdek, tenía una población mayoritariamente checa, mientras que los otros tres fueron habitadas principalmente por polacos. Durante el siglo XIX, el número de alemanes creció; la población checa en cambio disminuyó al final del siglo, y luego volvió a aumentar a principios del siglo XX. Aun así, aunque la región está habitada por checos, la población polaca perdura hoy en día. Otro grupo étnico importante eran los judíos, pero casi toda la población judía fue exterminada durante la Segunda Guerra Mundial.

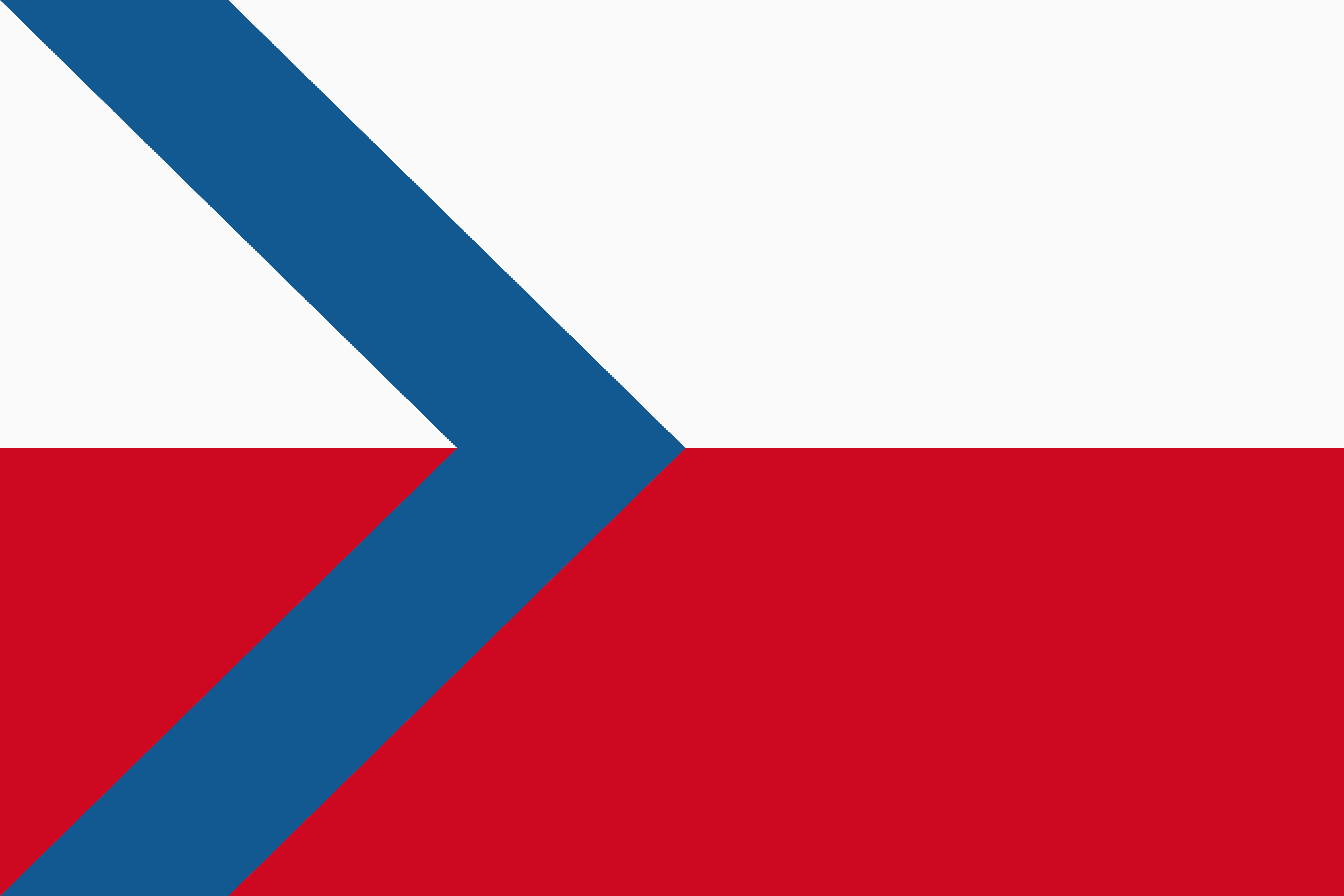
Propuesta para la bandera de la región de Zaolzie, (Moravia-Silesia).

En la actualidad, hay fuertes movimientos independentistas en la región, que reclaman su propio territorio como Estado independiente. Para fomentar la cultura de Zaolzie, la Unión Europea ha establecido una eurorregión.